# Kadžaran
Kadžaran (arménsky Կաջարան, ázerbájdžánsky: Qacaran, rusky: Каджаран) je město v provincii Sjunik v Arménii. K roku 2011 v něm žilo přes sedm tisíc obyvatel.

## Etymologie
Původ jména je spojen s Kadžary, jedním z turkických kmenů. Z tohoto kmene vznikla také perská dynastie Kádžárovců, která v oblasti města vládla před příchodem Rusů.
Podle arménské verze je původ jména odvozen od slova Kadž (v arménštině znamená statečný) a slova arran (v arménštině znamená země). Podle tohoto výkladu by tedy název měl znamenat "Země statečných".

## Poloha
Kadžaran leží na řece Ochči, levém přítoku Araksu v povodí Kury, několik kilometrů východně od Kapydžiku, nejvyšší hory Zangezurského hřbetu. Od Kapanu, správního střediska Sjuniku, je vzdálen přibližně pětadvacet kilometrů západně, od Jerevanu, hlavního arménského města, přibližně tři sta kilometrů jihovýchodně.

## Historie
Trosky pohanských chrámů nalezených při archeologických vykopávkách v Kadžaranu dokazují, že tato oblast byla osídlena ve 2.-3. tisíciletí před naším letopočtem. Nalezené kovové nástroje se datují do doby bronzové.
Mezi 10.-12. stoletím byla osada součástí Sjunického království a byla často vypleněna útoky Seldžuků, Mongolů a Akkojunluské říše.
Na počátku 16. století se osada stala součástí Safiovské říše. Na počátku 18. století se do oblasti začali stěhovat Arménie z jiných částí Persie a Osmanské říše. Po Gulistanské mírové smlouvě v roce 1813 osada přešla pod ruskou svrchovanost, stejně jako ostatní regiony v okolí.
V ruském období byly ve městě a v jeho blízkém okolí otvírány první měděné doly. V Kadžaranu byla v roce 1850 založena továrna na zpracování mědi. Roku 1868 se město stalo součástí Zangezurského Újezdu Jelizavetpolské gubernie.
Roku 1912 byl vysvěcen ve městě nový kostel Sv. Matky Boží.
V letech 1918-1920 byl Kadžaran součástí nezávislé Arménie. Roku 1921 do města vstoupila Rudá armáda a město se stalo součástí Arménské SSR. 
V roce 1930 byla v Kadžaranu a jeho blízkém okolí objevena velká ložiska mědi, sovětská vláda navrhla vybudovat velkou továrnu na měď a molybden. Na konci třicátých let 20. století byl navržen plán na vybudování osady v blízkosti ložisek. Stavba továrny byla zahájen až v roce 1940, ale krátce poté byla přerušena výstavba kvůli druhé světové válce. V roce 1944 byla výstavba továrny obnovena a první provoz započal v polovině roku 1945. V roce 1951 byla za účelem reorganizace výrobního procesu založena státní těžební společnost Zangezur, která se stala jedním z největších podniků SSSR v té době.

## Hospodářství
Kadžaran je významný hlavně svým těžebním průmyslem. V Kadžaranském dole probíhá těžba mědi a molybdenitu.